# Ngagel
Ngagel is een bestuurslaag in het regentschap Pati van de provincie Midden-Java, Indonesië. Ngagel telt 8372 inwoners (volkstelling 2010).